# Chích đớp ruồi đầu hung
Seicercus castaniceps là một loài chim trong họ Phylloscopidae.